# میلاد زارع
میلاد زارع (انگلیسی: MilAd Zare؛ زاده ۲۸ سپتامبر ۱۹۹۶) از کشته‌شدگان خیزش ۲۰۲۲ ایران است.

## زندگی
میلاد زارع در مهر ۱۳۷۵ به دنیا آمد. او در شغل باتری سازی همراه با برادر بزرگتر مکانیک خود بنام فرهاد زارع در بابل روستای حمزه‌کلا شش‌پل فعالیت داشته، لذا به همراه پدر و مادرش در شهر بابل روستایی بنام حمزه‌کلا شش‌پل زندگی می‌کرد.

میلاد زارع شهروند ایرانی ساکن بابل مشهور به پسرآبی ایران از هواداران باشگاه فوتبال استقلال تهران ۲۰ سپتامبر ۲۰۲۲ به دست نیروهای سرکوب نظام جمهوری اسلامی ایران، بر اثر شلیک مستقیم گلوله به پشت سر به قتل رسید.
مهدی قائدی، مهاجم آبی‌پوشان پایتخت تصویری از جام قهرمانی به‌همراه هشتگ میلاد زارع در اینستاگرامش منتشر کرد تا یاد هوادار کشته‌شده استقلال را زنده نگه دارد. میلاد زارع، هوادار متعصب استقلال تهران شب سی‌ام شهریور در شهرستان بابل در جریان خیزش انقلابی ایرانیان توسط نیروهای سرکوب جمهوری اسلامی به قتل رسید.
عارف غلامی، دیگر مدافع آبی‌ها که اخیراً به‌دلیل حمایت از خیزش مردم ایران، به‌دستور سردار مصطفی آجرلو، مدیرعامل پیشین استقلال از حضور در بازی‌ها و تمرینات این تیم منع شده بود، پس از قهرمانی نوشت: «سیاه بر تن ایستاده‌ایم برای تمام خانواده‌های عزادار کشورم علی‌الخصوص میلاد زارع عزیز.»
محمد محبی در پست وینگر برای باشگاه فوتبال روستوف در لیگ برتر فوتبال روسیه بازی می‌کند، در قهرمانی سوپر جام فوتبال ایران ۱۴۰۱ تقدیم به مردان و زنان بزرگ همت سرزمینم #میلاد _زارع بابل هوادار استقلال در جنبش خیزش ۱۴۰۱ ایران
بهمن دارالشفایی در پست اینستاگرامی خود گفته:
صدرا سمنانی رهبر می‌گویند: «باریکلا به تک تک بازیکنای استقلال! قهرمان سوپرجام شدن، برای گل که خوشحالی نکردن، بعد بازی خوشحالی نکردن، و مهم‌تر از همه زمان اهدای جام چون حتی یک نفرم خوشحالی نکرد، کلا پخش مراسم رو قطع کردن!» روی پیراهن مهدی قائدی نوشته: «به یاد میلاد زارع، هوادار استقلال»

## کشته‌شدن
میلاد زارع ۲۹ شهریور ۱۴۰۱، در جریان اعتراضات ۱۴۰۱ ایران در بابل، چهارراه فرهنگ از ناحیه سرآسیاب مورد اصابت گلولهٔ مأموران امنیتی قرار گرفت. وی را ابتدا به بیمارستان شهید بهشتی بابل منتقل کردند. میلاد زارع در این بیمارستان مورد پذیرش و اعلام فوتی قرار گرفت و به‌دلیل عدم رسیدگی مناسب و تأخیر در انتقال به موقع به بیمارستان میلاد به علت عفونت شدید، در ۲۹ شهریور ۱۴۰۱ نیز درگذشت.

### خاک‌سپاری
پیکر وی در حمزه‌کلا شش‌پل بابل به خاک سپرده شد. مأموران امنیتی از تحویل جنازه خودداری می‌کردند، و پس از اخذ تعهدنامه مبنی بر عدم برگزاری مراسم از خانواده وی پیکر او به خانواده‌اش تحویل داده شد.

### مراسم چهلم میلاد زارع
با فراخوان گروه‌های مختلف در ایران همراه بود، جمعه ۶ مهر ۱۴۰۱ برگزار شد.
نیروهای امنیتی حکومت ایران تلاش کردند، از برگزاری مراسم جلوگیری کنند.
خانواده عزادار میلاد زارع توسط دستگاه‌های امنیتی جمهوری اسلامی تهدید، پدر، مادر خانواده، اقوام، دوستان و برادر میلاد تحت‌الحفظ مأموران امنیتی در خانه خود حبس و به آن‌ها اجازه خروج از خانه و رفتن به مزار میلاد زارع داده نشد.
درگیری‌هایی در استان مازندران شهرستان بابل روستای حمزه‌کلا شش‌پل انجام شد.

## واکنش‌ها
محمد تقوی بازیکن سابق تیم استقلال دربارهٔ کشته شدن #میلاد_زارع هوادار آبی‌ها در #اعتراضات_سراسرای نوشت: میلاد عزیز به مانند هر خانواده‌ای که عزیزش را از دست می‌دهد داغدار قتل بی‌رحمانه تو هستم، #استقلال یکی از فرزندانش را از دست داد، روحت شاد که برای آزادی ایران جانت را فدا کردی.
کاربران شبکه‌های اجتماعی از اینکه بازیکنان استقلال از میلاد زارع، «هوادار استقلالی که در بابل توسط نیروهای سرکوب کشته شد»، یاد نمی‌کنند گله‌مند هستند.
این در حالی است که دوستان میلاد زارع، کیکی با طرح باشگاه استقلال برای تولد این هوادار کشته شده، بر سر مزارش قرار دادند.

## لقب
میلاد زارع (۱۳۷۵ – ۲۹ شهریور ۱۴۰۱) به دست مأموران حکومتی نظام جمهوری اسلامی ایران، بر اثر شلیک مستقیم گلوله به پشت سر به قتل رسید.
که در رسانه‌های اجتماعی با لقب پسرآبی ایران شناخته است، از هواداران باشگاه فوتبال استقلال تهران نیز بود.

## بازداشت
میلاد زارع در ۲۹ شهریور ۱۴۰۱ به جنبش، خیزش ۱۴۰۱ ایران پیوست.
با حضور برخی از نیروهای امنیتی در شهرستان‌های مختلف ایران و همچنین شهرستان بابل به همراه بود، در جنبش، خیزش ۱۴۰۱ ایران نیز بر اثر ضرب شلیک مستقیم گلوله به پشت سر جان باخت، اکنون پس از گذشت یک سال کشته‌شدن میلاد زارع و سالگرد کشته‌شدن مهسا امینی، و همچنین کشته‌شدگان جنبش، خیزش ۱۴۰۱ ایران به همراه بود.
خانواده، برادر، اقوام، و دوستان، به دلیل دادخواهی میلاد زارع با سر دادن شعارهای جنبش، خیزش ۱۴۰۱ ایران در اعتراضات ۱۴۰۲ ایران به خیابان‌ها آمدند، همراه با انتشار پست‌های اینستاگرامی در شبکه‌های اجتماعی بر علیه نظام جمهوری اسلامی ایران به سر می‌دادند، و به اشتراک می‌گذاشتند.
دو برادر میلاد زارع، فرهاد زارع روز چهارشنبه ۱۶ خرداد ماه ۱۴۰۳ جهت تحمل مجددأ به بازداشت و یک سال حبس در زندان متی‌کلا محکوم شده است. همچنین رضا زارع، توسط نیروهای امنیتی و لباس شخصی شناسایی و با بسته شدن پیج‌های اینستاگرامی بازداشت، به مکان نامعلومی انتقال یافت.

## یادداشت
1. ↑  "‎تلویزیون منوتو on Instagram‎: "میلاد زارعی؛ پسر آبی ایران #مهسا_امینی #منوتوخبر @MediaMosavar"‎"
2. ↑  «تلویزیون منوتو Facebook: "میلاد زارعی؛ پسر آبی ایران #مهسا_امینی #منوتوخبر @"MehdiaMosavar»
3. ↑  مهدی قایدی که در پست وینگر به صورت قرضی برای باشگاه فوتبال الاتحاد کلبا در لیگ برتر امارات متحده عربی بازی می‌کند، در قهرمانی سوپر جام فوتبال ایران ۱۴۰۱ به یاد میلاد زارع بابل هوادار استقلال در جنبش خیزش ۱۴۰۱ ایران
4. ↑  عارف غلامی در پست مدافع میانی برای باشگاه فوتبال ولژ موستار در لیگ برتر فوتبال بوسنی و هرزگوین بازی می‌کند، در قهرمانی سوپر جام فوتبال ایران ۱۴۰۱ سیاه بر تَن ایستاده‌ایم برای تمام خانواده‌های عزادارِ کشورم علی‌الخصوص خانواده میلاد زارع عزیز، روحت شاد یادت گرامی برادرم #ایران #وطن #تسلیت #میلاد_زارع
5. ↑  حضور پرشمار نیروهای یگان ویژه با تجهیزات پس از چهلم میلاد زارع
6. ↑  شعارهای خیزش ۱۴۰۱ ایران
7. ↑  واکنش محمد تقوی مدیر تیم فوتبال ایران و کارشناس هت تریک شبکه تلویزیونی ایران اینترنشنال به درگذشت میلاد زارع
8. ↑  فرهاد زارع برادر میلاد زارع به یک سال حبس تعزیری محکوم و به زندان منتقل شد